# Heliamphora minor
Heliamphora minor är en flugtrumpetväxtart som beskrevs av Henry Allan Gleason. Heliamphora minor ingår i släktet Heliamphora och familjen flugtrumpetväxter.

## Underarter
Arten delas in i följande underarter:
- H. m. laevis
- H. m. pilosa

## Bildgalleri

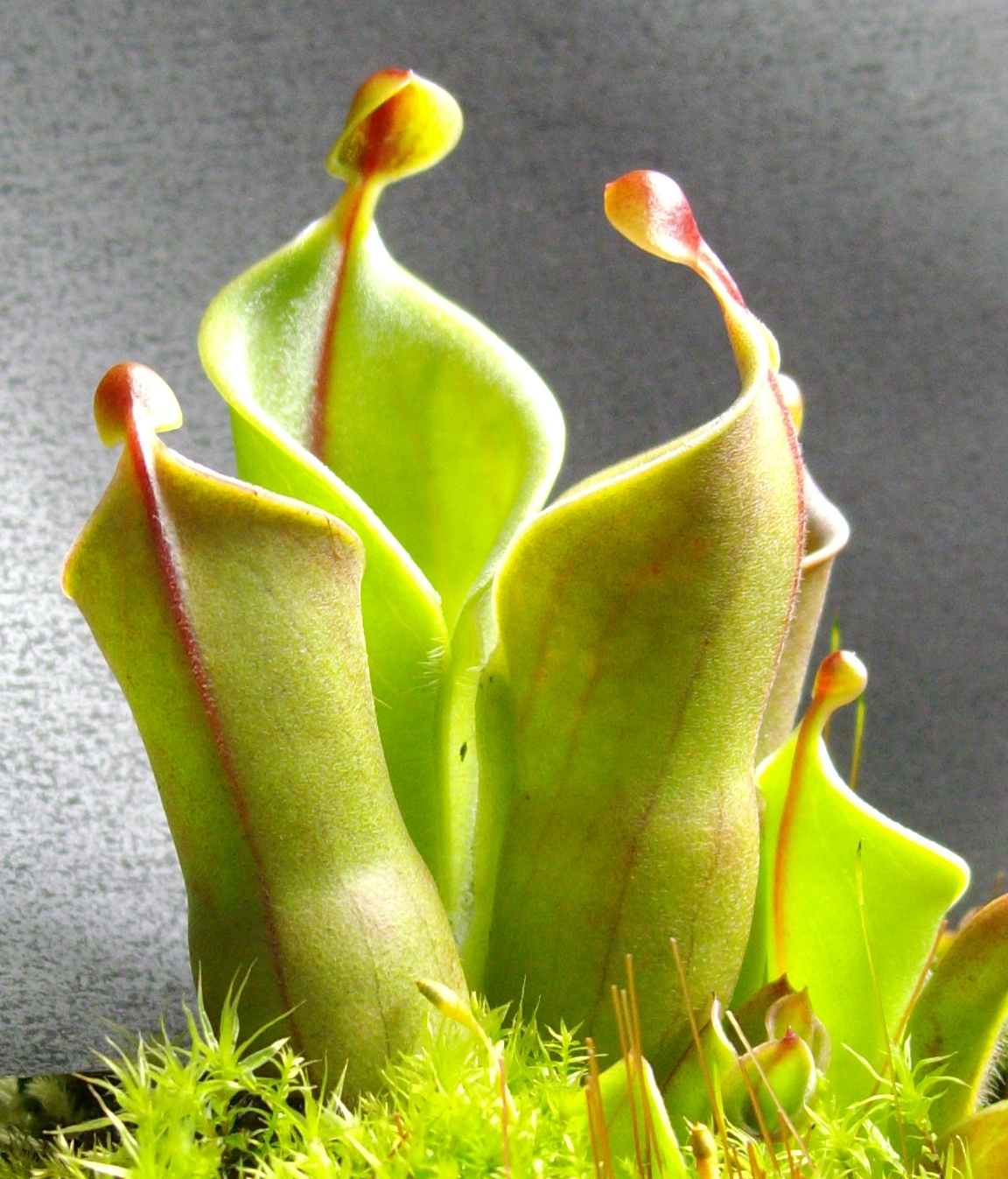
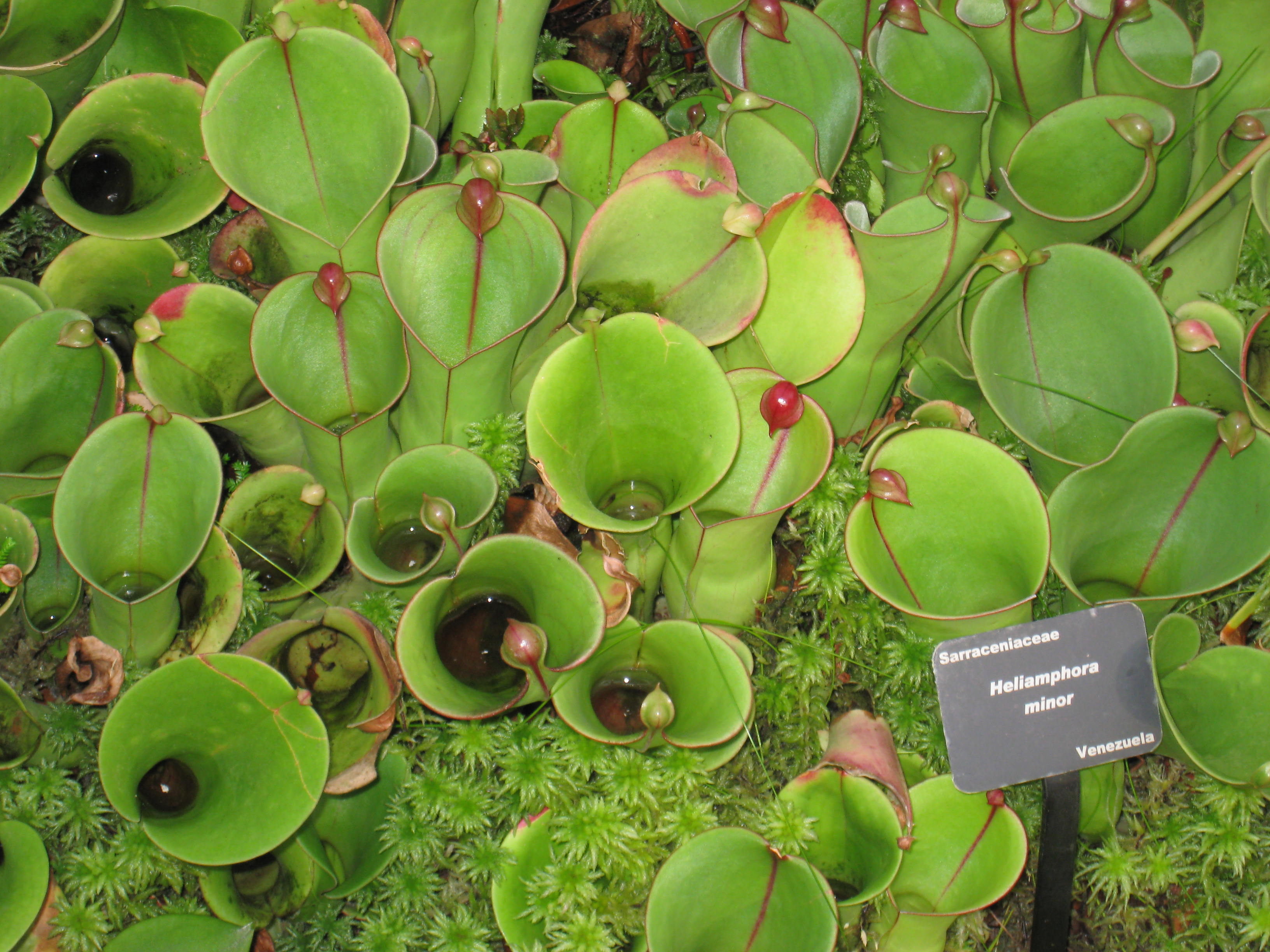
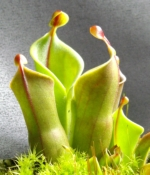
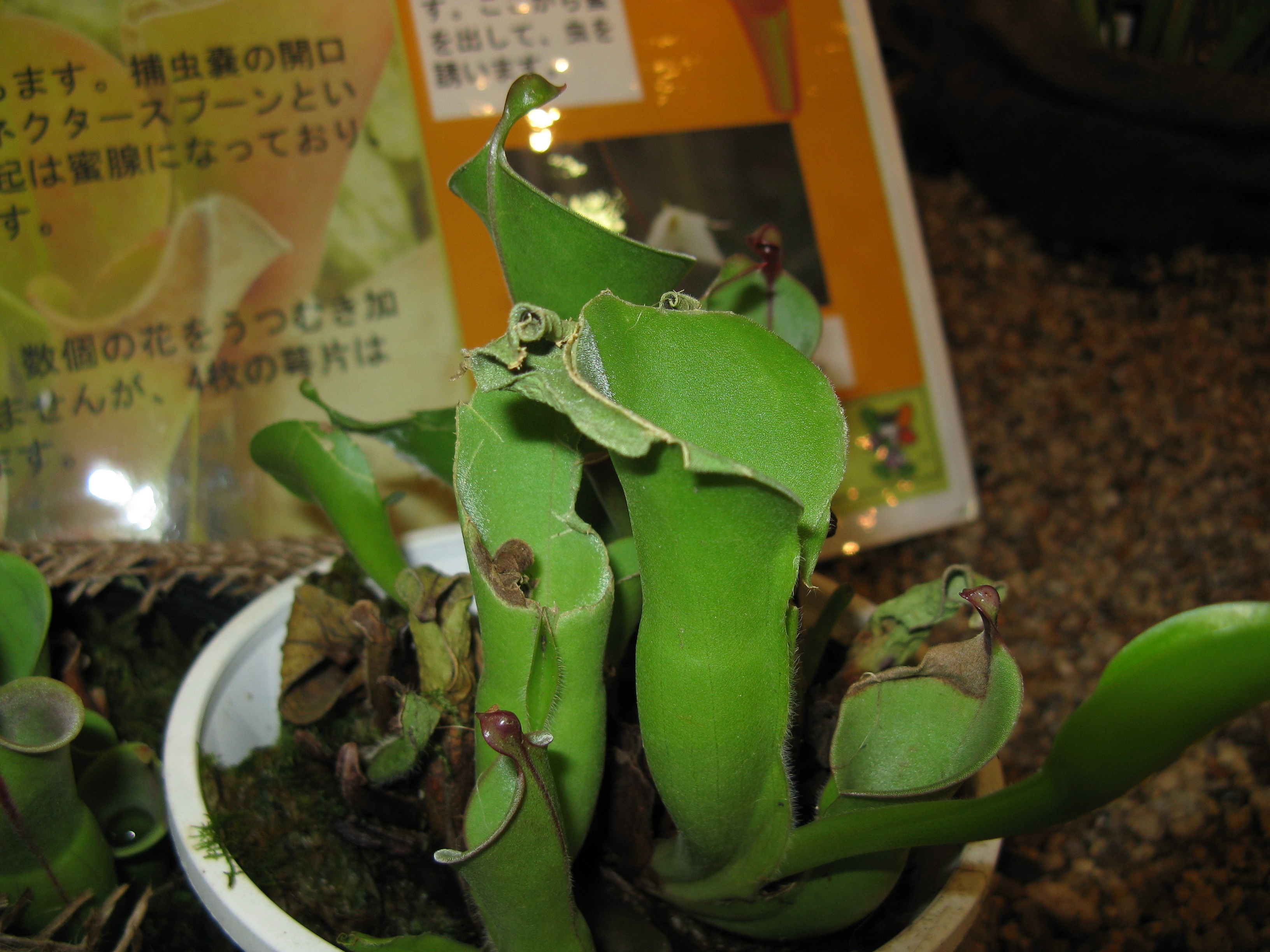
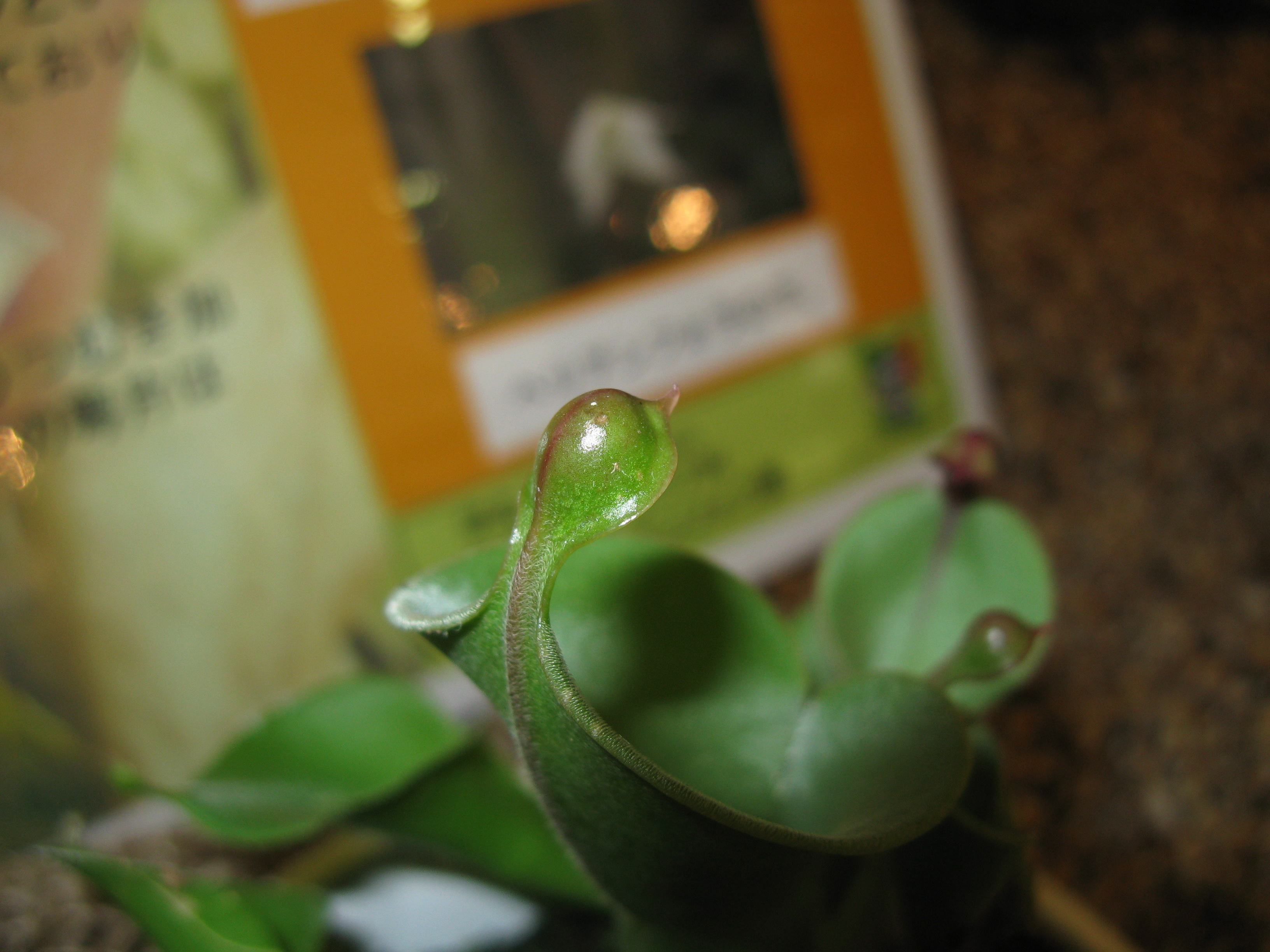
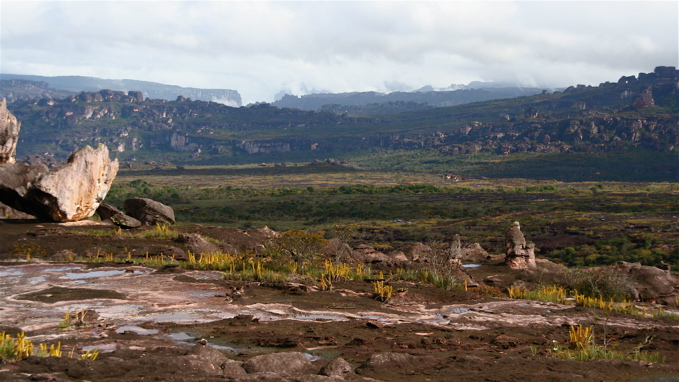